# David Hesser
David A. Hesser (1884 - New York, 13 februari 1908) was een Amerikaans waterpolospeler.
David Hesser nam als waterpoloër eenmaal deel aan de Olympische Spelen; in 1904. In 1904 maakte hij deel uit van het amerikaanse team dat het goud wist te veroveren. Hij speelde voor de club New York Athletic Club.